# Karlsruher Sport-Club Mühlburg-Phönix 2018-2019
Questa voce raccoglie le informazioni riguardanti il Karlsruher Sport-Club Mühlburg-Phönix nelle competizioni ufficiali della stagione 2018-2019.

## Stagione
Nella stagione 2018-2019 il Karlsruhe, allenato da Alois Schwartz, concluse il campionato di 3. Liga al 2º posto e fu promosso in 2. Bundesliga. In Coppa di Germania il Karlsruhe fu eliminato al primo turno dall'Hannover 96. In Coppa Baden il Karlsruhe vinse la finale con il Waldhof Mannheim.

## Rosa
| N. |                     | Ruolo | Calciatore      |
| -- | ------------------- | ----- | --------------- |
| 1  | Germania (bandiera) | P     | Benjamin Uphoff |
| 2  | Turchia (bandiera)  | C     | Burak Çamoğlu   |
| 3  | Giamaica (bandiera) | D     | Daniel Gordon   |
| 4  | Germania (bandiera) | D     | Martin Stoll    |
| 5  | Germania (bandiera) | D     | David Pisot     |
| 6  | Germania (bandiera) | D     | Damian Roßbach  |
| 7  | Germania (bandiera) | C     | Marc Lorenz     |
| 8  | Germania (bandiera) | C     | Manuel Stiefler |
| 9  | Germania (bandiera) | A     | Marvin Pourié   |
| 10 | Germania (bandiera) | C     | Marvin Wanitzek |
| 11 | Germania (bandiera) | A     | Martin Röser    |
| 14 | Germania (bandiera) | A     | Saliou Sané     |
| 15 | Croazia (bandiera)  | D     | Marin Šverko    |
| 17 | Germania (bandiera) | D     | Tim Kircher     |

| N. |                          | Ruolo | Calciatore          |
| -- | ------------------------ | ----- | ------------------- |
| 18 | Germania (bandiera)      | C     | Justin Möbius       |
| 20 | Germania (bandiera)      | D     | Alexander Groiß     |
| 21 | Germania (bandiera)      | D     | Marco Thiede        |
| 22 | Austria (bandiera)       | D     | Christoph Kobald    |
| 23 | Turchia (bandiera)       | C     | Sercan Sararer      |
| 25 | Germania (bandiera)      | C     | Janis Hanek         |
| 27 | Germania (bandiera)      | A     | Dominik Stroh-Engel |
| 28 | Germania (bandiera)      | P     | Sven Müller         |
| 29 | Austria (bandiera)       | P     | Mario Schragl       |
| 30 | Germania (bandiera)      | A     | Anton Fink          |
| 31 | Turchia (bandiera)       | A     | Malik Batmaz        |
| 32 | Germania (bandiera)      | D     | Eric Jansen         |
| 35 | Germania (bandiera)      | P     | Edmond Kaiser       |
| 37 | Corea del Sud (bandiera) | C     | Choi Kyoung-rok     |

## Organigramma societario
Area tecnica
- Allenatore: Alois Schwartz
- Allenatore in seconda: Dimitrios Moutas
- Preparatore dei portieri: Kai Rabe
- Preparatori atletici: Florian Böckler

## Calciomercato

### Sessione estiva
| Acquisti | Acquisti          | Acquisti             | Acquisti |
| R.       | Nome              | da                   | Modalità |
| -------- | ----------------- | -------------------- | -------- |
| D        | Alexander Groiß   | Stoccarda II         |          |
| C        | Manuel Stiefler   | Sandhausen           |          |
| D        | Christoph Kobald  | Wr. Neustädter       |          |
| D        | Severin Buchta    | Alemannia Aquisgrana |          |
| C        | Choi Kyoung-rok   | St. Pauli            |          |
| C        | Janis Hanek       | Karlsruhe II         |          |
| C        | Justin Möbius     | Wolfsburg            |          |
| P        | Sven Müller       | Colonia              |          |
| A        | Martin Röser      | Hallescher           |          |
| D        | Damian Roßbach    | Sandhausen           |          |
| A        | Saliou Sané       | Sonnenhof G.         |          |
| P        | Mario Schragl     | Karlsruhe U19        |          |
| C        | Alexander Siebeck | Energie Cottbus      |          |
| D        | Marin Šverko      | Magonza              |          |

| Cessioni | Cessioni           | Cessioni             | Cessioni |
| R.       | Nome               | a                    | Modalità |
| -------- | ------------------ | -------------------- | -------- |
| C        | Florent Muslija    | Hannover 96          |          |
| D        | Severin Buchta     | Monaco 1860 II       |          |
| A        | Malik Karaahmet    | Galatasaray U19      |          |
| D        | Kai Bülow          | Hansa Rostock        |          |
| D        | Marcel Mehlem      | Union Saint-Gilloise |          |
| D        | Matthias Bader     | Colonia              |          |
| C        | Tim Fahrenholz     | Astoria Walldorf     |          |
| D        | Jonas Föhrenbach   | Jahn Ratisbona       |          |
| D        | Giuseppe Leo       | Aarau                |          |
| A        | Kai Luibrand       | Ulma                 |          |
| P        | Dirk Orlishausen   | Hansa Rostock        |          |
| A        | Fabian Schleusener | Sandhausen           |          |

### Sessione invernale
| Acquisti | Acquisti | Acquisti | Acquisti |
| R.       | Nome     | da       | Modalità |
| -------- | -------- | -------- | -------- |

| Cessioni | Cessioni            | Cessioni        | Cessioni |
| R.       | Nome                | a               | Modalità |
| -------- | ------------------- | --------------- | -------- |
| C        | Alexander Siebeck   | Wr. Neustädter  |          |
| A        | Valentino Vujinović | FSV Francoforte |          |

## Risultati

### 3. Liga

#### Girone di andata
| Arbitro: | Jablonski |

|           |           |              |
| Bulut 56’ | Marcatori | 24’ Wanitzek |

| Arbitro: | Dietz |

|          |           |           |
| Fink 90’ | Marcatori | 57’ Frick |

| Arbitro: | Storks |

|  |           |             |
|  | Marcatori | 76’ Muslija |

| Arbitro: | Günsch |

|              |           |          |
| Stiefler 88’ | Marcatori | 85’ Bock |

| Kaiserslautern 25 agosto 2018, ore 14:00 CEST 5ª giornata | Kaiserslautern | 0 – 0 referto | Karlsruhe | Fritz-Walter-Stadion (27 343 spett.)\| Arbitro: \| Winkmann \| |
| Arbitro:                                                  | Winkmann       |               |           |                                                                |

| Arbitro: | Schultes |

|            |           |                                           |
| Möbius 39’ | Marcatori | 6’ (aut.) Pisot 13’ Oesterhelweg 29’ Rahn |

| Arbitro: | Weickenmeier |

|  |           |          |
|  | Marcatori | 56’ Fink |

| Arbitro: | Willenborg |

|                       |           |  |
| Gordon 28’ Pourié 61’ | Marcatori |  |

| Arbitro: | Müller |

|         |           |                                |
| Bär 49’ | Marcatori | 33’ Fink 59’ Lorenz 71’ Pourié |

| Arbitro: | Schröder |

|                     |           |  |
| Pourié 26’ Fink 55’ | Marcatori |  |

| Arbitro: | Bokop |

|                    |           |  |
| Roßbach 51’ (aut.) | Marcatori |  |

| Arbitro: | Siebert |

|                            |           |                                                      |
| Fink 35’ (rig.) Pourié 78’ | Marcatori | 11’ Mrowca 28’, 45’, 57’ Kyereh 34’ (rig.) Schäffler |

| Unterhaching 27 ottobre 2018, ore 14:00 CEST 13ª giornata | Unterhaching | 0 – 0 referto | Karlsruhe | Sportpark Unterhaching (2 500 spett.)\| Arbitro: \| Skorczyk \| |
| Arbitro:                                                  | Skorczyk     |               |           |                                                                 |

| Arbitro: | Bramlage |

|                 |           |           |
| Pourié 41’, 82’ | Marcatori | 51’ Göbel |

| Arbitro: | Stegemann |

|                                      |           |                                    |
| Proschwitz 81’ (rig.) Kleinsorge 82’ | Marcatori | 22’ Pourié 30’ Wanitzek 37’ Lorenz |

| Arbitro: | Osmers |

|                              |           |                         |
| Fink 4’ Pourié 30’ Pisot 35’ | Marcatori | 29’ Lorenz 90’ Grimaldi |

| Arbitro: | Haslberger |

|             |           |                         |
| Binakaj 71’ | Marcatori | 34’ Stiefler 63’ Pourié |

| Arbitro: | Jablonski |

|                                                               |           |  |
| Fink 31’ (rig.) Lorenz 41’ (rig.) Çamoğlu 43’, 56’ Pourié 79’ | Marcatori |  |

| Arbitro: | Weickenmeier |

|  |           |                                 |
|  | Marcatori | 20’ (rig.), 64’ Fink 86’ Pourié |

#### Girone di ritorno
| Arbitro: | Bacher |

|              |           |            |
| Wanitzek 49’ | Marcatori | 6’ Hofmann |

| Arbitro: | Haslberger |

|              |           |                 |
| Hoffmann 44’ | Marcatori | 65’ (rig.) Fink |

| Arbitro: | Gerach |

|                                   |           |          |
| Roßbach 55’ Wanitzek 65’ Fink 80’ | Marcatori | 4’ Ernst |

| Arbitro: | Hanslbauer |

|             |           |            |
| Wolfram 22’ | Marcatori | 45’ Gordon |

| Arbitro: | Heft |

|  |           |           |
|  | Marcatori | 76’ Schad |

| Lotte 23 febbraio 2019, ore 14:00 CET 25ª giornata | Sportfreunde Lotte | 0 – 0 referto | Karlsruhe | FRIMO Stadion (2 180 spett.)\| Arbitro: \| Bramlage \| |
| Arbitro:                                           | Bramlage           |               |           |                                                        |

| Arbitro: | Hartmann |

|                       |           |           |
| Pourié 48’ Gordon 85’ | Marcatori | 66’ Engel |

| Arbitro: | Sather |

|               |           |                                       |
| Rodríguez 40’ | Marcatori | 11’ Lorenz 28’ (rig.) Fink 63’ Pourié |

| Arbitro: | Lechner |

|  |           |                                         |
|  | Marcatori | 12’ Schnellbacher 15’ Geyer 80’ Andrist |

| Arbitro: | Müller |

|  |           |                |
|  | Marcatori | 5’, 76’ Pourié |

| Arbitro: | Koslowski |

|           |           |             |
| Pisot 22’ | Marcatori | 61’ Scherff |

| Arbitro: | Cortus |

|                           |           |  |
| Schäffler 48’ Schmidt 87’ | Marcatori |  |

| Arbitro: | Siewer |

|                                      |           |  |
| Fink 51’ Roßbach 69’ Pourié 73’, 85’ | Marcatori |  |

| Würzburg 15 aprile 2019, ore 19:00 CEST 33ª giornata | Kickers Würzburg | 0 – 0 referto | Karlsruhe | flyeralarm Arena (7 854 spett.)\| Arbitro: \| Wollenweber \| |
| Arbitro:                                             | Wollenweber      |               |           |                                                              |

| Arbitro: | Börner |

|                            |           |                |
| Pourié 25’, 81’ Kobald 68’ | Marcatori | 17’ Proschwitz |

| Arbitro: | Steinhaus-Webb |

|  |           |                       |
|  | Marcatori | 3’ Pisot 90’ Wanitzek |

| Arbitro: | Winter |

|                 |           |                |
| Pourié 11’, 45’ | Marcatori | 90’ Martinovic |

| Arbitro: | Koslowski |

|                |           |                                           |
| Kobylański 66’ | Marcatori | 33’ Pourié 45’ Roßbach 54’ Fink 57’ Röser |

| Arbitro: | Rafalski |

|                              |           |                                 |
| Fink 45’ (rig.) Wanitzek 88’ | Marcatori | 40’ Sohm 71’ Manu 80’ Pronichev |

### Coppa di Germania
| Arbitro: | Dankert |

|  |           |                                                                      |
|  | Marcatori | 17’ Wimmer 31’ Bebou 41’ (rig.) Füllkrug 51’ Asano 85’, 90’ Weydandt |

### Coppa Baden
| 31 luglio 2018, ore 18:00 CEST Terzo turno | SV Osterburken | 1 – 9 | Karlsruhe |  |

| 14 agosto 2018, ore 18:00 CEST Ottavi di finale | TSV Höpfingen | 0 – 5 | Karlsruhe |  |

| 10 ottobre 2018, ore 19:00 CEST Quarti di finale | Karlsruhe | 2 – 0 | Astoria Walldorf |  |

| 27 marzo 2019, ore 18:30 CET Semifinale | VfB Gartenstadt | 0 – 4 | Karlsruhe |  |

| 26 maggio 2019, ore 14:00 CEST Finale | Karlsruhe | 5 – 3 | Waldhof Mannheim |  |

## Statistiche

### Statistiche di squadra
| Competizione      | Punti | In casa | In casa | In casa | In casa | In casa | In casa | In trasferta | In trasferta | In trasferta | In trasferta | In trasferta | In trasferta | Totale | Totale | Totale | Totale | Totale | Totale | DR  |
| Competizione      | Punti | G       | V       | N       | P       | Gf      | Gs      | G            | V            | N            | P            | Gf           | Gs           | G      | V      | N      | P      | Gf     | Gs     | DR  |
| ----------------- | ----- | ------- | ------- | ------- | ------- | ------- | ------- | ------------ | ------------ | ------------ | ------------ | ------------ | ------------ | ------ | ------ | ------ | ------ | ------ | ------ | --- |
| 3. Liga           | 71    | 19      | 10      | 4       | 5       | 37      | 26      | 19           | 10           | 7            | 2            | 27           | 12           | 38     | 20     | 11     | 7      | 64     | 38     | +26 |
| Coppa di Germania | -     | 1       | 0       | 0       | 1       | 0       | 6       | 0            | 0            | 0            | 0            | 0            | 0            | 1      | 0      | 0      | 1      | 0      | 6      | -6  |
| Coppa Baden       | -     | 2       | 2       | 0       | 0       | 7       | 3       | 3            | 3            | 0            | 0            | 18           | 1            | 5      | 5      | 0      | 0      | 25     | 4      | +21 |
| Totale            | 71    | 22      | 12      | 4       | 6       | 44      | 35      | 22           | 13           | 7            | 2            | 45           | 13           | 44     | 25     | 11     | 8      | 89     | 48     | +41 |

### Andamento in campionato
| Giornata  | 1 | 2  | 3 | 4 | 5  | 6  | 7 | 8 | 9 | 10 | 11 | 12 | 13 | 14 | 15 | 16 | 17 | 18 | 19 | 20 | 21 | 22 | 23 | 24 | 25 | 26 | 27 | 28 | 29 | 30 | 31 | 32 | 33 | 34 | 35 | 36 | 37 | 38 |
| --------- | - | -- | - | - | -- | -- | - | - | - | -- | -- | -- | -- | -- | -- | -- | -- | -- | -- | -- | -- | -- | -- | -- | -- | -- | -- | -- | -- | -- | -- | -- | -- | -- | -- | -- | -- | -- |
| Luogo     | T | C  | T | C | T  | C  | T | C | T | C  | T  | C  | T  | C  | T  | C  | T  | C  | T  | C  | T  | C  | T  | C  | T  | C  | T  | C  | T  | C  | T  | C  | T  | C  | T  | C  | T  | C  |
| Risultato | N | N  | V | N | N  | P  | V | V | V | V  | P  | P  | N  | V  | V  | V  | V  | V  | V  | N  | N  | V  | N  | P  | N  | V  | V  | P  | V  | N  | P  | V  | N  | V  | V  | V  | V  | P  |
| Posizione | 9 | 13 | 9 | 9 | 10 | 14 | 8 | 6 | 5 | 2  | 4  | 6  | 8  | 4  | 3  | 3  | 2  | 2  | 1  | 2  | 2  | 2  | 2  | 2  | 2  | 2  | 2  | 2  | 2  | 2  | 3  | 2  | 2  | 2  | 2  | 2  | 2  | 2  |

Legenda:

Luogo: C = Casa; T = Trasferta. Risultato: V = Vittoria; N = Pareggio; P = Sconfitta.

### Statistiche dei giocatori
| Giocatore      | 3. Liga  | 3. Liga | 3. Liga     | 3. Liga    | Coppa di Germania | Coppa di Germania | Coppa di Germania | Coppa di Germania | Totale   | Totale | Totale      | Totale     |
| Giocatore      | Presenze | Reti    | Ammonizioni | Espulsioni | Presenze          | Reti              | Ammonizioni       | Espulsioni        | Presenze | Reti   | Ammonizioni | Espulsioni |
| -------------- | -------- | ------- | ----------- | ---------- | ----------------- | ----------------- | ----------------- | ----------------- | -------- | ------ | ----------- | ---------- |
| M. Batmaz      | 3        | 0       | 1           | 0          | 1                 | 0                 | 0                 | 0                 | 4        | 0      | 1           | 0          |
| K. Choi        | 21       | 0       | 2           | 0          | 1                 | 0                 | 0                 | 0                 | 22       | 0      | 2           | 0          |
| A. Fink        | 38       | 15      | 1           | 0          | 1                 | 0                 | 0                 | 0                 | 39       | 15     | 1           | 0          |
| D. Gordon      | 36       | 3       | 5           | 1          | 1                 | 0                 | 0                 | 0                 | 37       | 3      | 5           | 1          |
| A. Groiß       | 17       | 0       | 1           | 0          | 0                 | 0                 | 0                 | 0                 | 17       | 0      | 1           | 0          |
| J. Hanek       | 7        | 0       | 1           | 0          | 1                 | 0                 | 0                 | 0                 | 8        | 0      | 1           | 0          |
| E. Jansen      | 1        | 0       | 0           | 0          | 0                 | 0                 | 0                 | 0                 | 1        | 0      | 0           | 0          |
| E. Kaiser      | 0        | 0       | 0           | 0          | 0                 | 0                 | 0                 | 0                 | 0        | 0      | 0           | 0          |
| T. Kircher     | 3        | 0       | 0           | 0          | 0                 | 0                 | 0                 | 0                 | 3        | 0      | 0           | 0          |
| C. Kobald      | 13       | 1       | 1           | 0          | 0                 | 0                 | 0                 | 0                 | 13       | 1      | 1           | 0          |
| M. Lorenz      | 32       | 4       | 12          | 1          | 0                 | 0                 | 0                 | 0                 | 32       | 4      | 12          | 1          |
| F. Muslija     | 5        | 1       | 1           | 0          | 1                 | 0                 | 0                 | 0                 | 6        | 1      | 1           | 0          |
| J. Möbius      | 5        | 1       | 0           | 0          | 0                 | 0                 | 0                 | 0                 | 5        | 1      | 0           | 0          |
| S. Müller      | 2        | 0       | 0           | 0          | 0                 | 0                 | 0                 | 0                 | 2        | 0      | 0           | 0          |
| D. Pisot       | 38       | 3       | 3           | 0          | 1                 | 0                 | 0                 | 0                 | 39       | 3      | 3           | 0          |
| M. Pourié      | 37       | 22      | 3           | 0          | 1                 | 0                 | 0                 | 0                 | 38       | 22     | 3           | 0          |
| D. Roßbach     | 37       | 3       | 8           | 0          | 1                 | 0                 | 0                 | 0                 | 38       | 3      | 8           | 0          |
| M. Röser       | 19       | 1       | 3           | 0          | 0                 | 0                 | 0                 | 0                 | 19       | 1      | 3           | 0          |
| S. Sané        | 22       | 0       | 1           | 0          | 1                 | 0                 | 0                 | 0                 | 23       | 0      | 1           | 0          |
| S. Sararer     | 9        | 0       | 0           | 0          | 0                 | 0                 | 0                 | 0                 | 9        | 0      | 0           | 0          |
| M. Schragl     | 0        | 0       | 0           | 0          | 0                 | 0                 | 0                 | 0                 | 0        | 0      | 0           | 0          |
| M. Stiefler    | 35       | 2       | 7           | 0          | 1                 | 0                 | 0                 | 0                 | 36       | 2      | 7           | 0          |
| M. Stoll       | 1        | 0       | 0           | 0          | 0                 | 0                 | 0                 | 0                 | 1        | 0      | 0           | 0          |
| D. Stroh-Engel | 1        | 0       | 0           | 0          | 0                 | 0                 | 0                 | 0                 | 1        | 0      | 0           | 0          |
| M. Thiede      | 37       | 0       | 5           | 0          | 1                 | 0                 | 0                 | 0                 | 38       | 0      | 5           | 0          |
| B. Uphoff      | 37       | 0       | 0           | 0          | 1                 | 0                 | 0                 | 0                 | 38       | 0      | 0           | 0          |
| V. Vujinović   | 0        | 0       | 0           | 0          | 0                 | 0                 | 0                 | 0                 | 0        | 0      | 0           | 0          |
| M. Wanitzek    | 37       | 6       | 10          | 0          | 1                 | 0                 | 1                 | 0                 | 38       | 6      | 11          | 0          |
| B. Çamoğlu     | 24       | 2       | 4           | 0          | 0                 | 0                 | 0                 | 0                 | 24       | 2      | 4           | 0          |
| M. Šverko      | 2        | 0       | 1           | 0          | 0                 | 0                 | 0                 | 0                 | 2        | 0      | 1           | 0          |